# Alhambra (luthier)
Pour les articles homonymes, voir Alhambra.
Alhambra est un luthier espagnol.

## Historique
Fondée en 1965, la manufacture Alhambra était à l'origine un petit atelier de lutherie de Muro de Alcoy, Alicante.
Avec le temps, la société a connu un grand succès du fait de la qualité de la lutherie de ses guitares classiques et flamenca. Aujourd'hui, Alhambra fait partie des manufactures de lutherie les plus renommées.